# Käbschütztal
Käbschütztal település Németországban, azon belül Szászország tartományban. Lakosainak száma 2787 fő (2023. december 31.). Käbschütztal Lommatzsch, Klipphausen és Meißen községekkel határos.

## Népesség
A település népességének változása:
| Lakosok száma | 2752 | 2703 | 2727 | 2758 | 2749 | 2787 |
|               | 2014 | 2017 | 2019 | 2021 | 2022 | 2023 |